# Секара, Мария Деомидовна
Мария Деомидовна Секара (Секарэ) (20.11.1937 — ?) — доярка совхоза «Березовский» Новоаненского района Молдавской ССР, Герой Социалистического Труда (08.04.1971).
Родилась 20 ноября 1937 года в селе Новый Гырбовец, ныне Новоаненский район Молдавии.
С 1952 года работала там же в колхозе «Красное знамя», реорганизованном в 1966 году в совхоз «Новоаненский», затем в 1968 году в племсовхоз «Березовский»: полевод, с 1957 года доярка, с 1968 года оператор машинного доения.
В 1961 году надоила в среднем от коровы более 3 тысяч килограммов молока. Потом надои повышались, и в 1970 году составили 4445 кг — первое место в районе и один из лучших показателей по Молдавской ССР.
За это достижение Указом Президиума Верховного Совета СССР от 08.04.1971 присвоено звание Героя Социалистического Труда с вручением ордена Ленина и золотой медали «Серп и Молот».
Награждена орденом Октябрьской Революции.